# Igor Zhuk

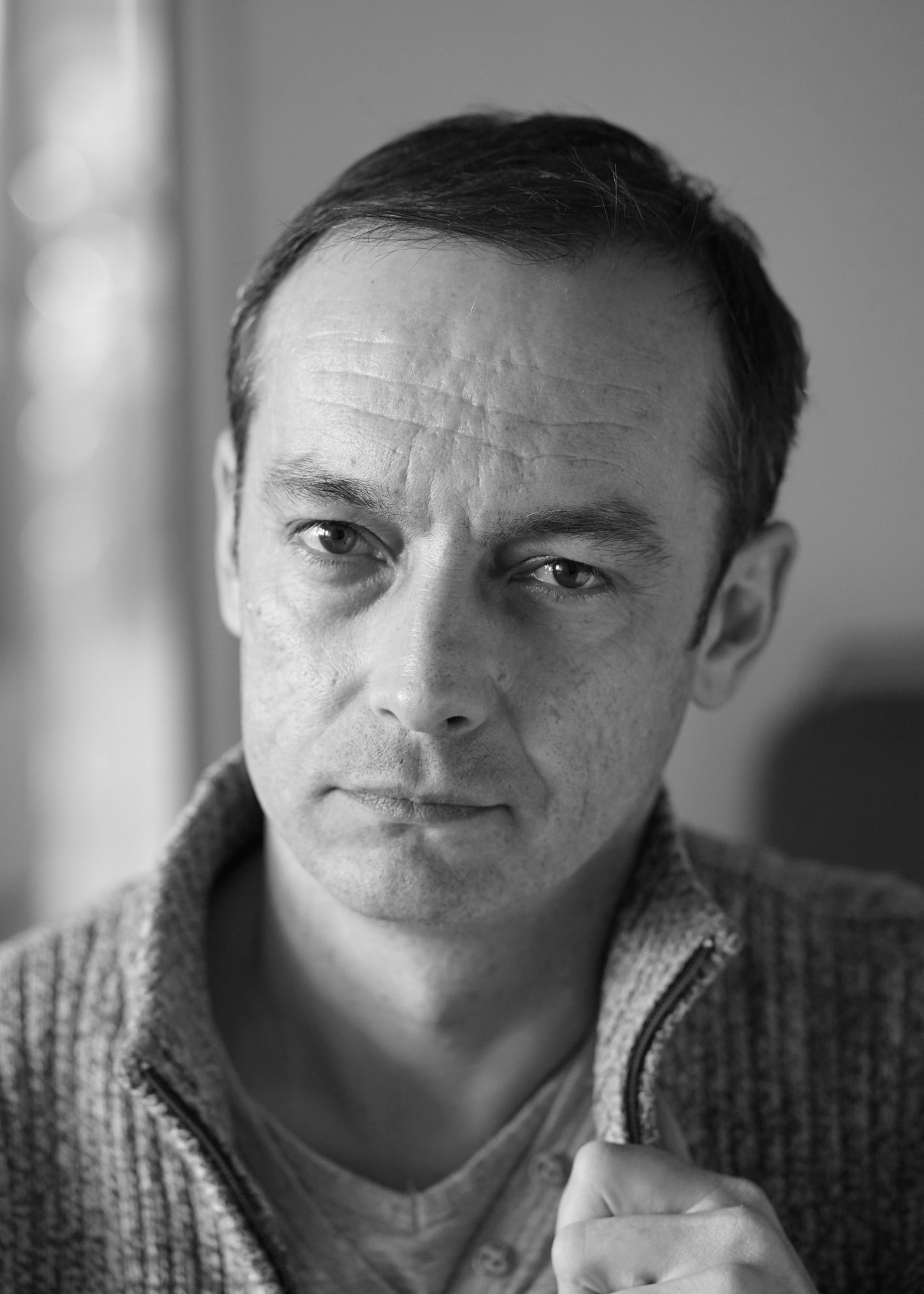
Igor Zhuk

Igor Nikolaewitsch Zhuk (ukrainisch Ігор Миколайович Жук ‚Ihor Mykolajowytsch Schuk‘; * 4. Januar 1971 in Kiew) ist ein ukrainischer Künstler und Restaurator.

## Vita
Igor Zhuk absolvierte 1989 erfolgreich die Staatlichen Kunstschule Kiew und 1995 die Nationale Akademie für Kunst und Architektur der Ukraine mit einem Bachelor-Abschluss als Restaurator. Drei Jahre später erhielt er einen Master-Abschluss in Malerei an der Nationalen Akademie für Kunst und Architektur der Ukraine. Seit 2001 lebt und arbeitet als professioneller Künstler in Deutschland und ist Mitglied im Kunstverein Deutschland.

## Werke
In seinen Werken setzt er sich hauptsächlich mit den Rhythmen des Alltags und den Tempi unserer heutigen, modernen Gesellschaft auseinander. Auch die Verbindung von Natur zum modernen Menschen und dem Menschen zur modernen Kultur, sind nur ein Teil seiner vielen Arbeiten, die sich durch einen Mix aus Klassizismus, Zufallselementen und weiteren, modernen Malstilen auszeichnen. Sein Schaffen findet Inspiration in kulturellen Prägungen ukrainischer und sowjetischer Künstler, darunter Nikolai Iwanowitsch Feschin, aber auch europäischer Künstler, wie Mariano Fortuny y Madrazo.

## Ausstellungen
- 2003: “Les ateliers du cadre”, Pontoise
- 2004: Schwabenlandhalle, Fellbach
- 2005: Haus des Gastes, Bad Sassendorf
- 2013 Museum Sorgdrager
- 2018: "Big Gallery - BBK", Dortmund . "Ein Meter Kunst 2018 ".
- 2023: "Big Gallery" Dortmund - " Ten years after"
- 2025: "Heimatmuseum" Kinderhaus - "Sehnsucht: Augenblick"